# Localia Televisión
Localia Televisión, también conocida como Localia TV o simplemente Localia, fue una red de televisiones locales repartidas por España. Comenzó emitiendo programas en todo el territorio español en el año 1999 y cesó sus emisiones a comienzos del año 2009 excepto en Galicia, ya que la delegación gallega no pertenecía a Pretesa (Grupo Prisa), operadora de la extinta red española de Localia, la cual sigue operando bajo el nombre de Utega TV Galicia.
A los dueños mayoritarios de Localia TV se les adjudicó a nivel nacional la cadena de TV Cuatro en noviembre de 2005, que sustituía a Canal+, motivo por el cual ya no les interesaba la red de canales Localia TV, el cual además no emitía en muchas zonas de España, sobre todo en las comunidades en que gobernaba el Partido Popular a excepción de Madrid y Valencia.

## Historia
Localia nació a finales del año 2000 en Madrid, cuando el Grupo Prisa compró Tele Ocio. Desde entonces se fue ampliando este conglomerado de televisiones locales hasta que llegó a contar con más de 90 canales, bien comprados por Prisa, bien en régimen de asociación.
Todas estas televisiones locales emitían con la misma imagen corporativa y difundían contenidos comunes, como en la radio. Las televisiones de Localia emitían películas, teleseries y contenido locales dependiendo de la zona en la que se encontraban, incluyendo informativos, debates, programas de sucesos y culturales, respetando la ley que disponía que las cadenas locales deben emitir al menos cuatro horas diarias de producción propia en horario de máxima audiencia.
Desde 2007 Localia estuvo inmersa en el proceso de concesiones de licencias de Televisión Digital Terrestre (TDT). El gobierno central impuso como finales de 2005 la fecha tope para resolver estos concursos, aunque aún no han sido adjudicados todos. De los resueltos, Localia obtuvo licencias autonómicas en Andalucía, Asturias, Baleares, Extremadura y Navarra, así como redes locales en Aragón, Cataluña, Galicia, Comunidad Valenciana y finalmente Andalucía. En el centro de la red de emisoras, la Comunidad de Madrid, Localia TV no logró la adjudicación de ni una sola de las 70 licencias que concedió el Gobierno Regional en 2008.
El 13 de noviembre de 2008 Pretesa comunicó la decisión de cesar las actividades de todas las emisoras de Localia entre 2008 y 2009. El Grupo Prisa alegó, como razón para el cierre de sus canales locales, la situación económica española y la crisis publicitaria en el sector, afirmando además la existencia de «dificultades e incoherencias» en el marco audiovisual español y la arbitrariedad política en el proceso de concesiones de licencias. El cierre se aplica para las emisoras de las que Prisa es propietaria a partir del 31 de diciembre de 2008, y afecta a más de 250 trabajadores. Algunas de las emisoras asociadas a la red declaran, días más tarde, que seguirán emitiendo en solitario.

## Programación
Localia ofrecía una programación de carácter generalista, combinando las franjas de emisión en cadena con las desconexiones locales de cada operador. Si bien emitía algunos programas de producción propia, esencialmente en el ámbito local, la mayor parte de sus contenidos en cadena son producciones de compra externa.
Entre los programas de producción propia destacados a lo largo de sus años de emisión, figuraron Punto G, dirigido y presentado por Goyo González, Hoy no hay siesta, a cargo de Juanjo de la Iglesia y Antonio López-Guitián Tonino y La cucaracha exprés, con Javier Gurruchaga.
En sus servicios informativos, ejerció como presentador el periodista Jaime Cantizano, antes de saltar a la fama en Antena 3 TV.  
La cadena mantenía acuerdos con productoras de documentales como la BBC, National Geographic o Discovery. Desde septiembre de 2003, tras llegar a un acuerdo con Audiovisual Sport, Localia ofreció retransmisiones de los partidos de la Segunda División de España de fútbol.
El 16 de septiembre de 2004, Localia Zaragoza emitió para toda la red nacional el encuentro de la copa de la UEFA entre el Sigma Olomouc y el Real Zaragoza disputado en el Estadio de La Romareda, obteniendo un share nacional de un 3,5% y de más de una 33,7% en Zaragoza.
También emitió el mundial de fútbol sala del año 2004 que ganó España.
Además, transmitía en distintos horarios varias telenovelas latinas que llegaron a ser muy exitosas como las argentinas Rebelde Way, Alma Pirata, o El Refugio y mexicanas como ¡Vivan los niños!, De pocas, pocas pulgas o Amy, la niña de la mochila azul entre otros programas.
Desde el 2009 varios canales de televisión local que emitían bajo la marca Localia se sumarán a partir del próximo 14 de noviembre de 2009 a la programación de Central de Telecontenidos (CTC), empresa de servicios de contenidos audiovisuales para televisiones locales del empresario José María Besteiro.
Entre los nuevos clientes de CTC que antes ofrecían la programación de Localia, se encuentran televisiones locales de distintos puntos de España como Utega Televigo, Utega Coruña, Utega Ferrol, Utega Lugo, Utega Pontevedra, Utega Santiago de Compostela, Granada Televisión, UNA TV Jerez, Canal Luz (Huelva y Sevilla), Televisión Ronda, UNA Bahía (Localia Cádiz-Área metropolitana de la Bahía de Cádiz-Jerez), Canal 19 Televisión (Localia Sierra de Cádiz), Teleasturias y Huesca TV.

## Audiencias
Localia fue la cadena local más vista de España en 2006 según TNS, con una audiencia media de 3.369.000 espectadores diarios y una cuota de pantalla de 0,7%. Este éxito se produjo gracias a la emisión de la exitosa serie argentina Rebelde Way.
Repitió liderazgo en su sector en 2007, con una media de 3.042.000 espectadores y 0,5% de cuota.
En contraste con los datos de audiencia de numerosas emisoras provinciales, la central de la red, Localia TV Madrid, tuvo que enfrentarse desde el principio a problemas de antenización que condicionaron su capacidad de llegar a la audiencia. 
Se da la circunstancia de que, en 2001, Localia rechazó asumir la emisión del conocido programa de prensa rosa Tómbola tras la decisión de la dirección de Telemadrid de eliminarlo de su parrilla. El programa, y su audiencia, terminaron recalando en Canal 7.

## Canales
A noviembre de 2008, la red de Localia estaba integrada por 96 canales analógicos, dando cobertura al 84% de las poblaciones con más de 50.000 habitantes de España.
| ASTURIAS - Localia Asturias (Oviedo) - Localia Navia - Localia Llanes CANTABRIA - Localia Cantabria (Santander) - Localia Laredo (Laredo) CASTILLA Y LEÓN - Localia Ávila - Localia Béjar - Localia Burgos - Localia León - Localia Medina (Medina del Campo) - Localia Palencia - Localia Ponferrada - Localia Salamanca - Localia Segovia - Localia Soria - Localia Valladolid LA RIOJA - Localia Logroño PAÍS VASCO - Localia Bilbao - Localia Vitoria - Localia San Sebastían - Localia Llodio - Localia Irún NAVARRA - Localia Navarra CEUTA - Localia Ceuta | CASTILLA-LA MANCHA - Localia Albacete - Localia Ciudad Real - Localia Cuenca - Localia Las Pedroñeras - Localia Toledo REGIÓN DE MURCIA - Localia Lorca - Localia Murcia EXTREMADURA - Localia Almendralejo - Localia Cáceres - Localia Badajoz - Localia Jerez de los Caballeros - Localia Mérida - Localia Navalmoral (Navalmoral de la Mata) - Localia Trujillo - Localia Zafra - Localia Plasencia GALICIA - Localia Coruña - Localia Ferrol - Localia Lugo - Localia Pontevedra - Localia Santiago - Localia Vigo ISLAS BALEARES - Localia Baleares | COMUNIDAD DE MADRID - Localia Madrid - Localia Madrid Norte (Alcobendas) - Localia Alcorcón - Localia Fuenlabrada - Localia Henares (Alcalá de Henares) - Localia Leganés - Localia Móstoles - Localia Sierra (Collado Villalba) ARAGÓN - Localia Calatayud - Localia Ejea de los Caballeros - Localia Huesca - Localia Teruel - Localia Alcañiz - Localia Zaragoza ANDALUCÍA - Localia Almería - Localia El Ejido - Localia Algeciras - Localia Cádiz - Localia Sierra de Cádiz - Localia Córdoba - Localia Granada - Localia Huelva - Localia Jaén - Localia Jerez - Localia Antequera | - Localia Axarquía - Localia Costa del Sol - Localia Fuengirola - Localia Málaga - Localia Ronda - Localia Estepa - Localia Morón de la Frontera - Localia Sevilla CATALUÑA - Localia Cataluña - Localia Viladecans COMUNIDAD VALENCIANA - Localia Alcoy - Localia Alicante - Localia Castellón - Localia Denia - Localia Elche - Localia Gandia - Localia Javea - Localia Maestrat (Vinaroz) - Localia Onteniente - Localia Nord (Morella) - Localia Requena – Utiel - Localia Valencia ISLAS CANARIAS - Localia Fuerteventura - Localia Lanzarote |

## Cese de emisiones
En enero de 2009 el Grupo Prisa cierra la red Localia TV, declarando que las emisoras propiedad 100% de Pretesa, cesarán su actividad, o serán vendidas en caso de tener licencia TDT. La mayoría de las cadenas supervivientes irán cambiando progresivamente los contenidos de la red Localia por contenidos de la red Distrivisión, aunque otras emisoras podrían optar por proveedores de contenidos alternativos.
A partir de junio de 2009 las cadenas que seguían perteneciendo a Prisa-Pretesa fueron puestas a la venta: si habían conseguido licencia TDT se vendía la cadena, y las que no fueron vendidas íntegramente a European Home Shopping TV (Ehs.TV). Aquellas emisoras que ya no pertenecían a Prisa-Pretesa en junio de 2009 siguen emitiendo como emisoras independientes, sin relación alguna con ésta o sus sucesores.

### Ex-cadenas de Localia TV que siguieron emitiendo tras el cierre de Localia

#### Andalucía
- Canal Almería TV (Localia Almería y Localia El Ejido)
- 8tv Cádiz (Localia Cádiz y área metropolitana de la Bahía de Cádiz y Jerez)
- 8tv Sierra de Cádiz (Localia Sierra de Cádiz)
- Granada TV (Localia Granada)
- Canal Luz (Localia Huelva y Localia Sevilla)
- UNA TV Jerez (Localia Jerez)
- 8tv Andalucía Centro (Localia Estepa — Estepa y Écija)
- Diez TV (Localia Jaén)
- Una Sur TV Morón de la Frontera (Localia TV Morón de la Frontera)

#### Castilla y León
- MDC TV (Localia Medina) (Primero perteneció asociada a Localia TV y después pasó a estar asociada a la red de televisiones locales Televisión Castilla y León que a la vez estaba asociada con la red de cadenas locales de ámbito nacional del grupo Vocento. Actualmente emite de forma irregular en TDT sin estar asociada a ninguna red de cadenas locales)

#### Galicia
- Utega Televigo (Localia Televigo: Perteneciente al grupo de comunicación Iniciativas Audiovisuales de Vigo, que gestiona también las emisoras de varias cadenas de Prisa Radio. Asociada con Utega.)
- Utega Coruña (Localia Coruña)
- Utega Ferrol (Localia Ferrol)
- Utega Lugo (Localia Lugo)
- Utega Pontevedra (Localia Pontevedra)
- Utega Santiago de Compostela (Localia Santiago)

#### Aragón
- Huesca TV (Localia Huesca — Barbastro, Huesca y Jaca)
- La comarca Te Ve (Localia Alcañiz — bajo Aragón)

#### Asturias
- Canal TV Asturias (Localia Asturias — en proceso de venta al emitir en TDT)
- Occidente Radiotelevisión (Localia Navia)
- Teleasturias (Asturias TV)

#### Cantabria
- Aquí TV (Localia Cantabria, Desde 2012 Aquí TV, Canal TV Cantabria, Cantabria TV y Aquí FM (emisora de radio de Cantabria) dejaron de emitir en TDT, FM y demás sistemas sin ser sustituidas. En su lugar ya no se emite nada.)

#### Cataluña
- Viladecans Televisió / Delta Televisió (Localia Viladecans)

(Este canal no emite ahora vía TDT. Su emisión es exclusivamente por Internet.)

#### Ceuta
- Ceuta TV (Localia Ceuta)

#### Islas Baleares
- TVI (Baleares) (Localia Baleares)

#### Navarra
- Canal 4 Navarra (Localia Navarra) Sus emisiones cesaron el 29 de febrero de 2012.[11]

#### Valencia
- MK Localia (Localia Onteniente)
- Elche TV (Elche y Bajo Vinalopó) (Localia Elche)

#### País Vasco
- Gipuzkoa Telebista: San Sebastián (Localia San Sebastián)
- 8 Gipuzkoa Telebista Txingudi: Irún (Localia Irún)
- Canal Bizkaia: Vizcaya (Localia Vizcaya)
- Canal Gasteiz: Álava (Localia Álava)

## Compra de activos por European Home Shopping TV
En junio de 2009, Pretesa vendió sus activos técnicos y cedió el control de las frecuencias analógicas que ocupaban sus emisoras en propiedad (Madrid, Sevilla, Málaga, Toledo, Alicante, Albacete, Murcia, Segovia, Valladolid, La Rioja entre otras) al canal de teletienda European Home Shopping TV (EHS.TV).
Desde junio de 2009 todas las cadenas que emitián Localia Televisión en analógico en Madrid, Andalucía, Castilla y León, Castilla-La Mancha, Murcia, Rioja, Comunidad Valencina y alguna otra, fueron reemplazadas hasta el apagón analógico definitivo por: canal de teletienda European Home Shopping TV (EHS.TV).
En TDT en la demarcación local de Madrid Capital sigue emitiendo European Home Shopping TV (EHS.TV), MUX 50-706 MHz.